# Cagdianao, Quần đảo Dinagat

Bản đồ của Quần đảo Dinagat với vị trí của Cagdianao

Cagdianao là một đô thị hạng 4 ở tỉnh Quần đảo Dinagat, Philippines. Theo điều tra dân số năm 2000, đô thị này có dân số 12.886 người trong 2.554 hộ.

## Các đơn vị hành chính
Cagdianao được chia thành 14 barangay.
- Boa
- Cabunga-an
- Del Pilar
- Laguna
- Legaspi
- Ma-atas
- Mabini (Borja)
- Nueva Estrella
- Poblacion
- R. Ecleo, Sr.
- San Jose
- Santa Rita
- Tigbao
- Valencia